# Grabkapelle (Marktoberdorf)

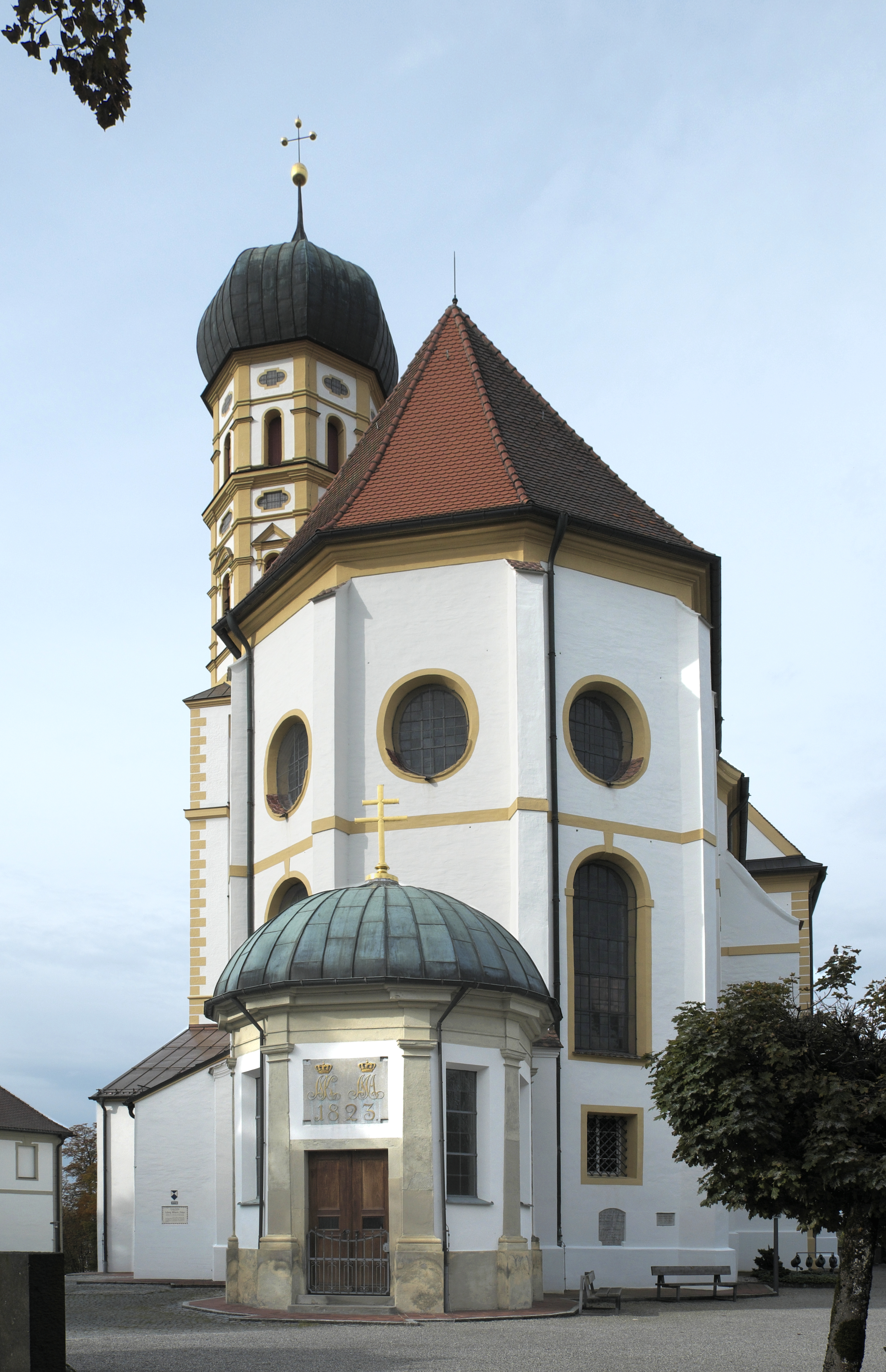
Grabkapelle vor dem Ostchor der Pfarrkirche St. Martin

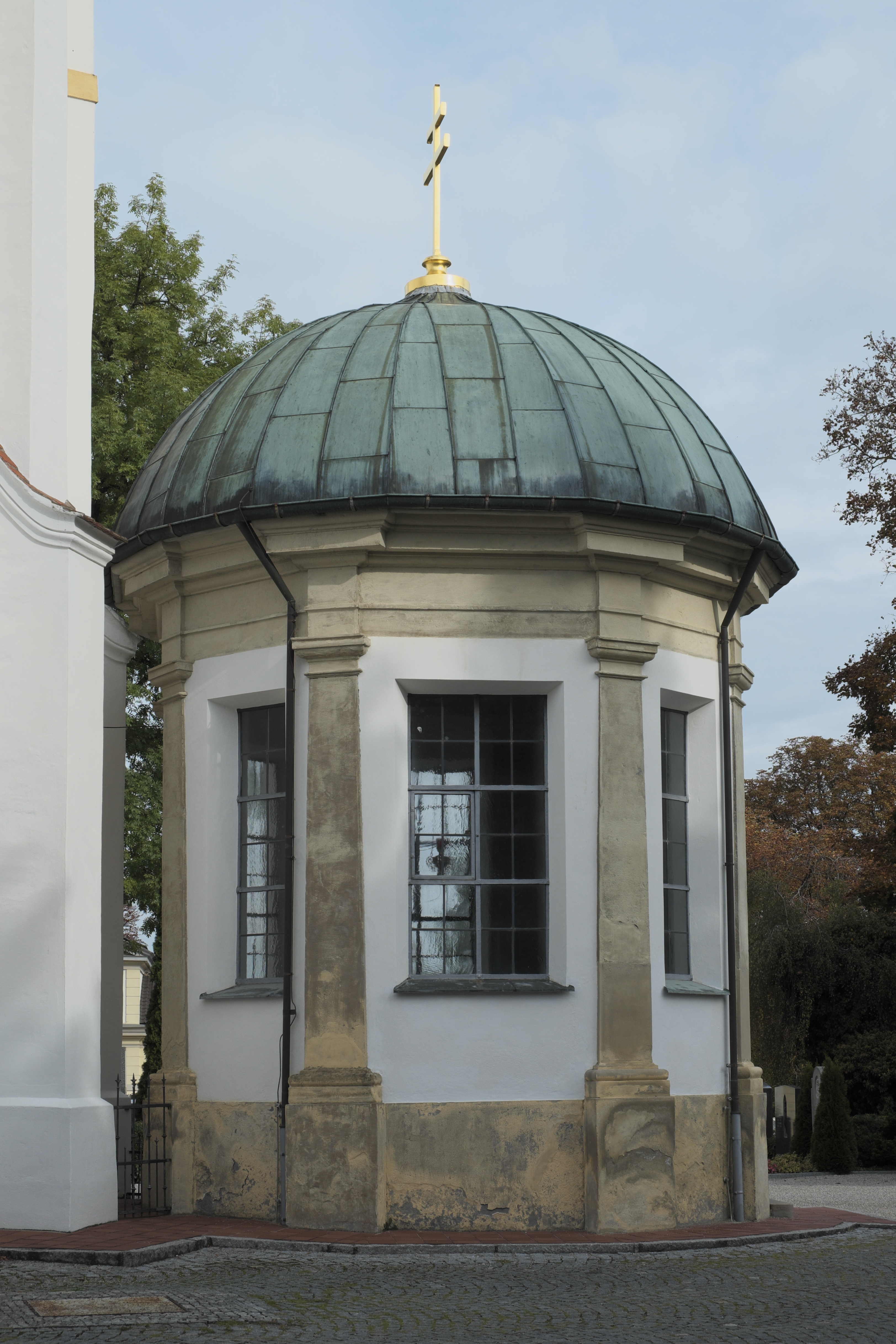
Südseite

Die Grabkapelle des Kurfürsten Clemens Wenzeslaus in Marktoberdorf, der Kreisstadt des Landkreises Ostallgäu im bayerischen Regierungsbezirk Schwaben wurde elf Jahre nach dessen Tod über dem Grab erbaut; deshalb die Jahreszahl 1823 über dem Eingang. Veranlasst wurde der Bau von Clemens Wenzeslaus’ Schwester Maria Kunigunde und seiner Nichte Maria Amalia. Die Initialen 'MK' für Maria Kunigunde und 'MA' für Maria Amalie über der Jahreszahl erinnern an die Erbauerinnen. 
Die Grabkapelle für Clemens Wenzeslaus, letzter Erzbischof und Kurfürst von Trier, letzter Fürstbischof von Augsburg und Fürstpropst von Ellwangen, steht vor dem Chor der Stadtpfarrkirche St. Martin. Sie ist ein geschütztes Baudenkmal.
Der oktogonale Zentralbau mit Pilastergliederung und halbrunder Haube wird von einem Kupferdach bedeckt und von einem Patriarchenkreuz bekrönt. Die Pilaster wie auch Gesimse und Sockel sind außen aus Sandstein, innen aus Füssener Marmor. Das Grab ist von einer weißen Marmorplatte am Boden bedeckt. Auf der Platte über dem Altar wird der 23. November 1739 als Geburtstag genannt, tatsächlich wurde Clemens Wenzeslaus von Sachsen am 28. September 1739 geboren.